# جواد حمیدی
جواد حمیدی (زادهٔ ۱۲۹۷ در همدان – درگذشتهٔ ۱۳۸۰ در تهران) نقاش، استاد دانشگاه، پژوهشگر و عضو فرهنگستان هنر و از شاگردان علی‌محمد حیدریان بود.

## زندگی
جواد حمیدی در سال ۱۲۹۷ در همدان به دنیا آمد. او در سال ۱۳۲۴ در دانشکده هنرهای زیبای دانشگاه تهرن در رشته نقاشی مدرک لیسانس را اخذ کرد. وی برای ادامه تحصیل از طرف دانشکده به پاریس رفت و پس از چهار سال تعلیم زیر نظر استادان نقاشی در مدرسه هنرهای زیبای پاریس با مدرک معادل دکترا فارغ‌التحصیل شد. سپس به ایران بازگشت و به مدت ۴۰ سال از استادان دانشگاه تهران بود. وی همچنین در دانشگاه‌های تربیت مدرس، الزهرا و آزاد اسلامی به آموزش دانشجویان می‌پرداخت. جواد حمیدی همچنین از اعضای پیوسته فرهنگستان هنر و اعضای کمیته تخصصی هنرهای تجسمی فرهنگستان هنر جمهوری اسلامی ایران بود. حمیدی در نسل اول پیشگامان نقاشی قرار دارد. او در کنار افرادی چون جلیل ضیاپور، شکوه ریاضی، حسین کاظمی، محمود جوادی‌پور، احمد اسفندیاری، عبدالله عامری الحسینی، مهدی ویشکایی، منوچهر یکتایی و لیلی تقی پور قرار می‌گیرد.
وی در ۱۵ اسفند ۱۳۸۰ در اثر سانحه تصادف مصدوم و به بیمارستان ایرانمهر تهران انتقال یافت و سرانجام در روز یک شنبه ۲۶ اسفند درگذشت.

### افتخارات
- دریافت جایزه نخست بیست و پنج ساله هنر ایران در مورد ایران باستان
- دریافت جایزه اول بینال پنجم تهران
- دریافت نشان هنر از وزارت فرهنگ و ارشاد اسلامی[۳]